# La Mère des mondes (nouvelle)
La Mère des mondes (titre original : Mother Earth) est une nouvelle d'Isaac Asimov écrite en 1948 et publiée pour la première fois en mai 1949 dans Astounding Science Fiction. Elle a été publiée en France dans le recueil de nouvelles La Mère des mondes en 1975.

## Résumé
La Terre étouffe sous la domination des Mondes Spaciens, qui lui imposent un échange inégal entre ses produits agricoles et leurs machines avancées, tout en refusant l'émigration à ses milliards d'habitants, car les Spaciens ont peur de ce monstre démographique. Pour briser cette impasse, deux voies sont possibles : une collaboration totale, ou une guerre que la Terre ne peut gagner.
Malgré les efforts des modérés des deux camps, le gouvernement terrien semble s'enferrer dans la voie de l'affrontement, fort de son mystérieux "Projet Pacifique" que les Spaciens pensent être une arme terrible. Les Spaciens décrètent l'embargo ; des opérations de contrebande naissent alors, des Spaciens sont capturés, et leur procès, suivi de plusieurs maladroites provocations terriennes, pousse leurs planètes à entrer en guerre contre la Terre. La Terre est totalement vaincue en peu de temps, et les Spaciens, exaspérés, décident de la mettre en quarantaine pour une durée indéterminée.
Ce n'est qu'alors que le président terrien explique enfin les dessous du "Projet Pacifique". Il s'agit d'un plan d'opérations psychologique visant à pousser les Spaciens à oublier la Terre. Grâce à la guerre, celle-ci n'est plus une menace ni une source d'alimentation. Les Mondes Spaciens vont donc se diviser, suivre leurs propres voies d'évolution politique et biologique. Un jour, les Terriens pourront revenir dans la galaxie et nul ne les remarquera plus.